# Änglatårar
Änglatårar (Narcissus triandrus) är en växt i familjen amaryllisväxter som tillhör narcissläktet.  Änglatårar är en liten narciss med ursprung från Spanien och Portugal. Som flera andra narcisser, bland annat påsklilja och pingstlilja, är änglatårar uppskattad och odlad som en vårblommande prydnadsväxt i trädgårdar.
Blommorna är nickande och vanligen krämgula (blomsterfärgen varierar bland annat beroende på sort, en del sorter har en gulare blomma, andra har en mer vit blomma), med bägarformade trumpeter och kronblad som är böjda bakåt. En stängel kan bära upp till sex blommor. I sitt ursprungsområde börjar änglatårar blomma i februari. På nordligare breddgrader börjar blomningen senare, framåt mars-april. 